# Sælvig
Sælvig är en bukt i Danmark. Den ligger på ön Samsø i Region Mittjylland, i den centrala delen av landet vid västra Samsø.